# Monastère Saint-Macaire-de-l'Ounja
Le monastère Saint-Macaire-de-l'Ounja (Мака́риево-У́нженский монасты́рь) est un monastère d'hommes (de 1993 à 2016, de femmes) de l'Église orthodoxe russe situé en Russie au bord de la rivière Ounja dans l'oblast de Kostroma. Il a été fondé en 1439 par saint Macaire de l'Ounja. Presque toutes les églises conservées ont été construites au XVIIe siècle. De l'ancienne sloboda du monastère est née la ville de Makariev.

## Description

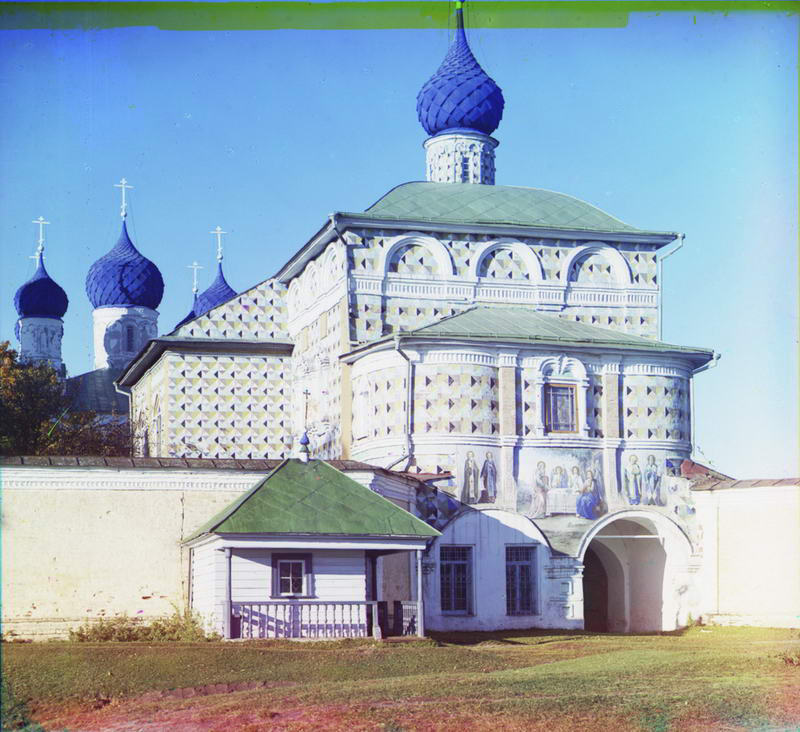
L'église-porte Saint-Nicolas vue de l'extérieur, photographiée en 1910 par Sergueï Prokoudine-Gorski.

Le monastère, entouré d'un petit mur d'enceinte à quatre tours avec un portail à l'est, est situé sur une hauteur de la rive de la rivière Ounja, séparée de la ville par un profond ravin. Dans la partie centrale de son territoire, qui forme un plan polygonal irrégulier, on trouve la cathédrale de la Trinité surmontée de cinq bulbes avec des porches bas à l'ouest et au nord. Le reste des édifices se trouve le long du périmètre du mur d'enceinte.
Contre le mur Sud, on trouve l'église Saint-Macaire surmontée de cinq bulbes avec à l'ouest un large réfectoire (trapeznaïa) et un porche trapézoïdal en plan, ainsi qu'une composition pittoresque complexe, comprenant l'église de l'Annonciation à un dôme, avec un clocher à toit en croupe, et un édifice à un étage avec une chambre de cuisson avec un pilier au rez-de-chaussée et identique au premier étage. Le long du mur Nord se trouve un bâtiment tout en longueur d'un étage comprenant les cellules monastiques, un autre avec le réfectoire et les ateliers des moines disposés à un angle obtus l'un par rapport à l'autre. 
Dans l'angle Nord-Ouest du mur d'enceinte, on remarque la petite église de l'Assomption de type « octogone en cube », avec un dôme à bulbe achevé sur un octogone, jouxtée à l'ouest par un bâtiment sans étage de cellules d'infirmerie datant du XVIIIe siècle et par un bâtiment à étage du XIXe siècle. Dans la partie orientale, marquant l'entrée principale du monastère, il y a une église-porte à un dôme, placée sous le vocable de Saint Nicolas, contre laquelle le réfectoire s'étend dans la direction transversale adjacent à l'ouest. Le jardin potager et le verger du monastère étaient situés derrière la partie Nord de la clôture. 

## Histoire
Selon La Vie de saint Macaire, après que le monastère des Eaux-Jaunes fut détruit par les Tatars, un nouvel endroit est trouvé sur les hauteurs de la rivière Ounja pour poursuivre la vie religieuse. Saint Macaire y plante une croix, fait creuser un puits et dresse des huttes. Il s'y installe avec la permission du khan Oulou-Mouhammed. Macaire y meurt en 1444. Une petite église de bois vouée à saint Macaire se trouve sur sa tombe et l'on construit une autre église de bois vouée à saint Flore et saint Laure.
Sous le tsar Fiodor Ivanovitch en 1596, un moine constructeur du nom de David Khvostov est nommé au monastère ; il érige une nouvelle église Saint-Flore-et-Saint-Laure en pierre à la place de l'ancienne en bois, avec un clocher. Une vingtaine de moines demeurent au monastère à cette époque. Ils ont le droit de pêche sur plusieurs lacs et rivières des environs. Le monastère subit deux violents incendies, en 1650 et en 1669. 
Le troisième supérieur du monastère, l'higoumène Zossime, fait reconstruire l'église Saint-Macaire. Le monastère est entouré d'une palissade de bois et l'on construit aussi une église-porte sous le vocable de saint Nicolas  et saint Zossime de Solovki.

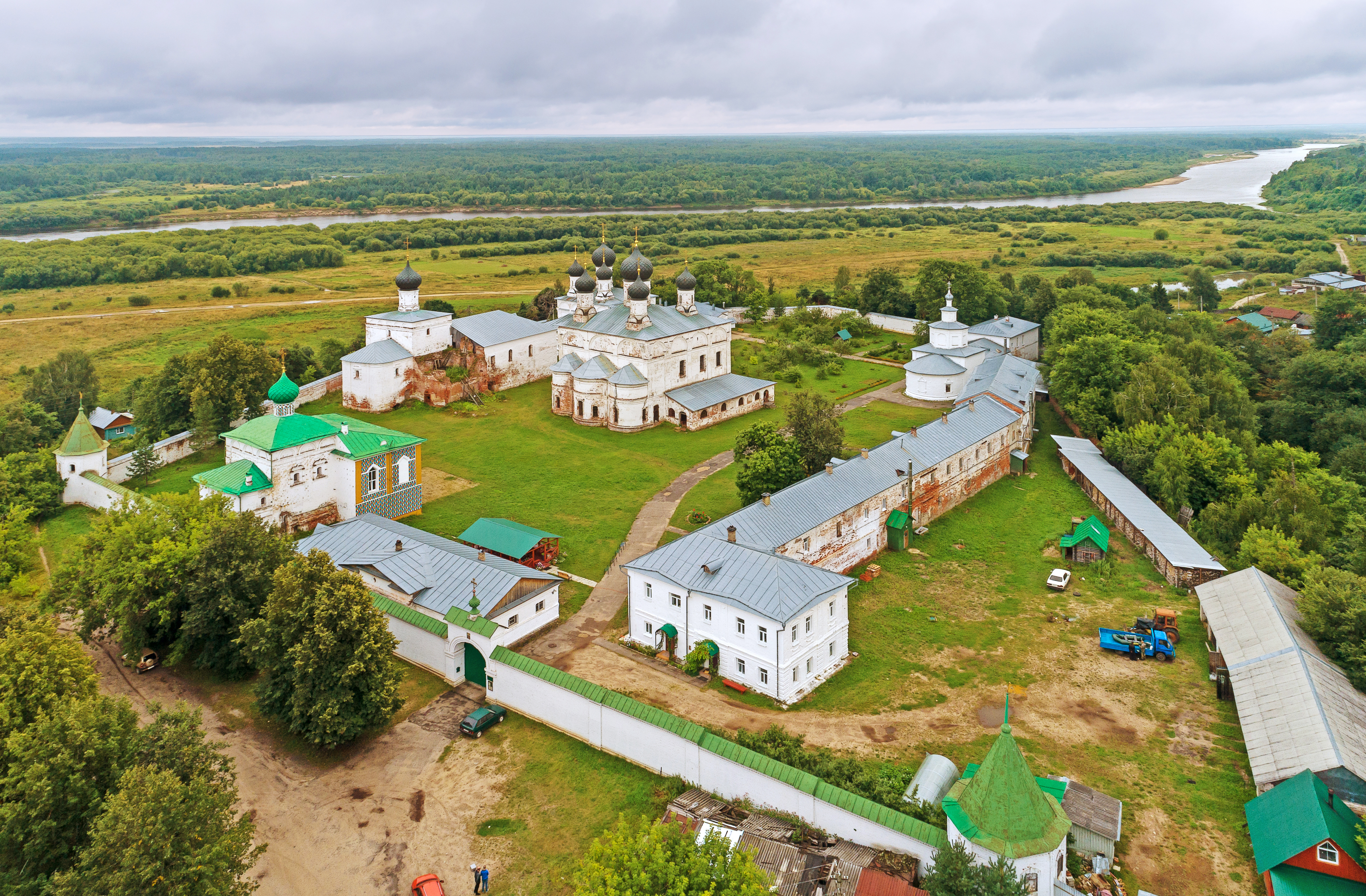
Vue d'ensemble.

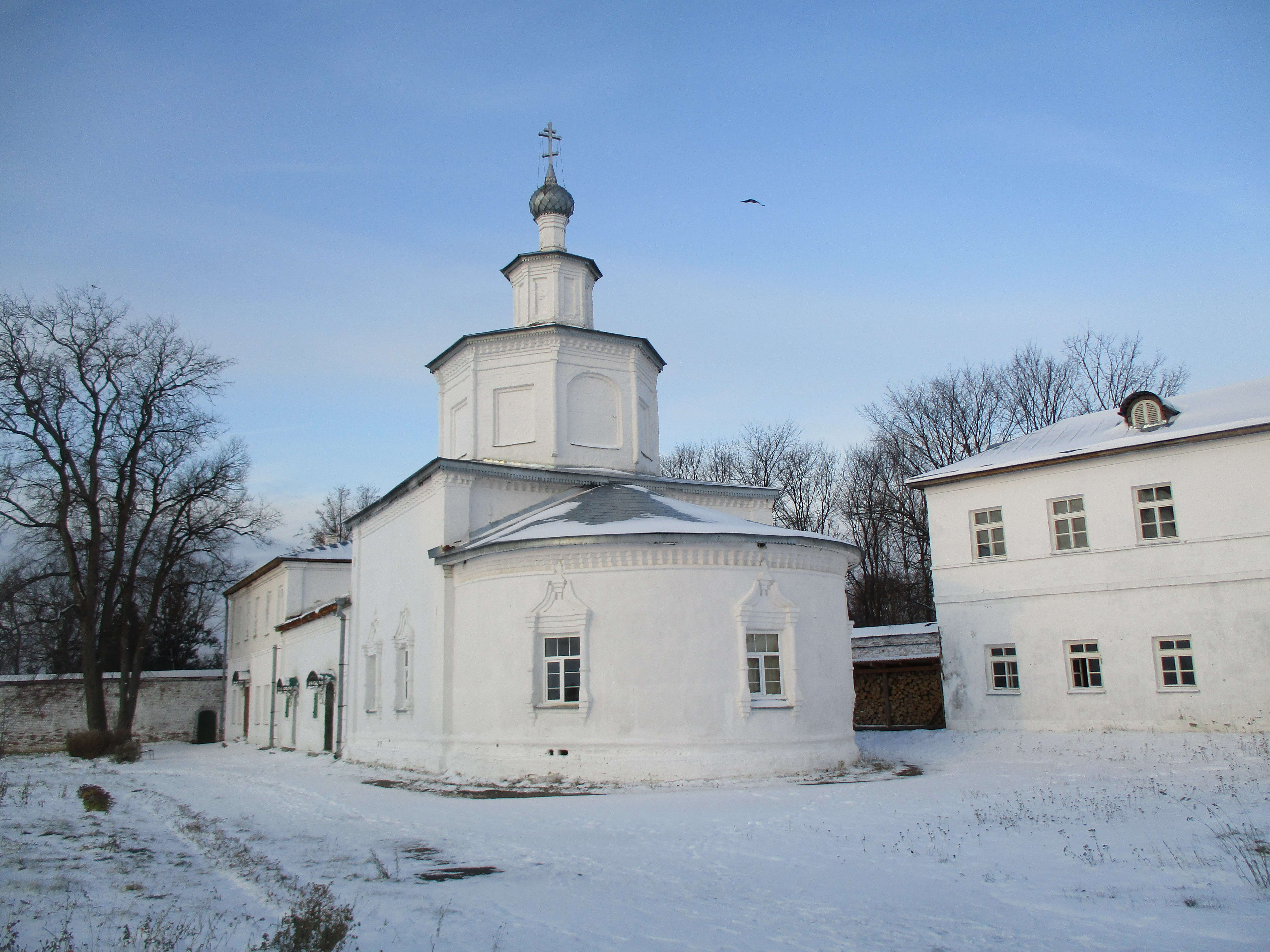
Église de l'Assomption.

L'ensemble architectural s'est formé aux XVIIe – XIXe siècles. La construction monumentale du monastère a commencé dans la seconde moitié du XVIIe siècle, lorsque la partie principale de ses structures a été construite: la cathédrale de la Trinité (1664-1670), l'église chauffée Saint-Macaire (1670-1674), l'église de l'Annonciation avec réfectoire et clocher (1677-1680), l'église Saint-Nicolas sur les portes saintes (1682-1685) et le bâtiment des cellules, qui comprenait deux bâtiments - un servant de réfectoire et un pour les cellules des frères avec le logement de l'higoumène et la chambre du trésor (1687).
Les églises Saint-Macaire et Saint-Nicolas ont été construites par des tailleurs de pierre de Soligalitch, Gabriel Antipiev et David Gavriilov. En 1732-1735, à l'endroit où jusqu'en 1629 se trouvaient des cellules en bois, dans lesquelles le tsar Michel Fiodorovitch séjourna en 1619 (selon d'autres sources en 1620), l'on fait construire l'église de l'Assomption avec des cellules hospitalières à côté. Un mur d'enceinte de pierre avec quatre tours est construit en deux étapes entre 1754 et 1764.
Au XIXe siècle, plusieurs bâtiments du monastère ont été maintes fois réparés et reconstruits, ce qui n'a cependant pas apporté de changements majeurs à leur aspect d'origine. Les cellules hospitalières font exception, pour lesquelles un bâtiment en briques à un étage a été ajouté au premier quart et au milieu du XIXe siècle,  et qui a également été reconstruit plus tard. Il abritait le conseil spirituel et l'école de théologie. En 1849-1854, un porche a été ajouté au réfectoire de l'église Saint-Macaire.

### Période soviétique

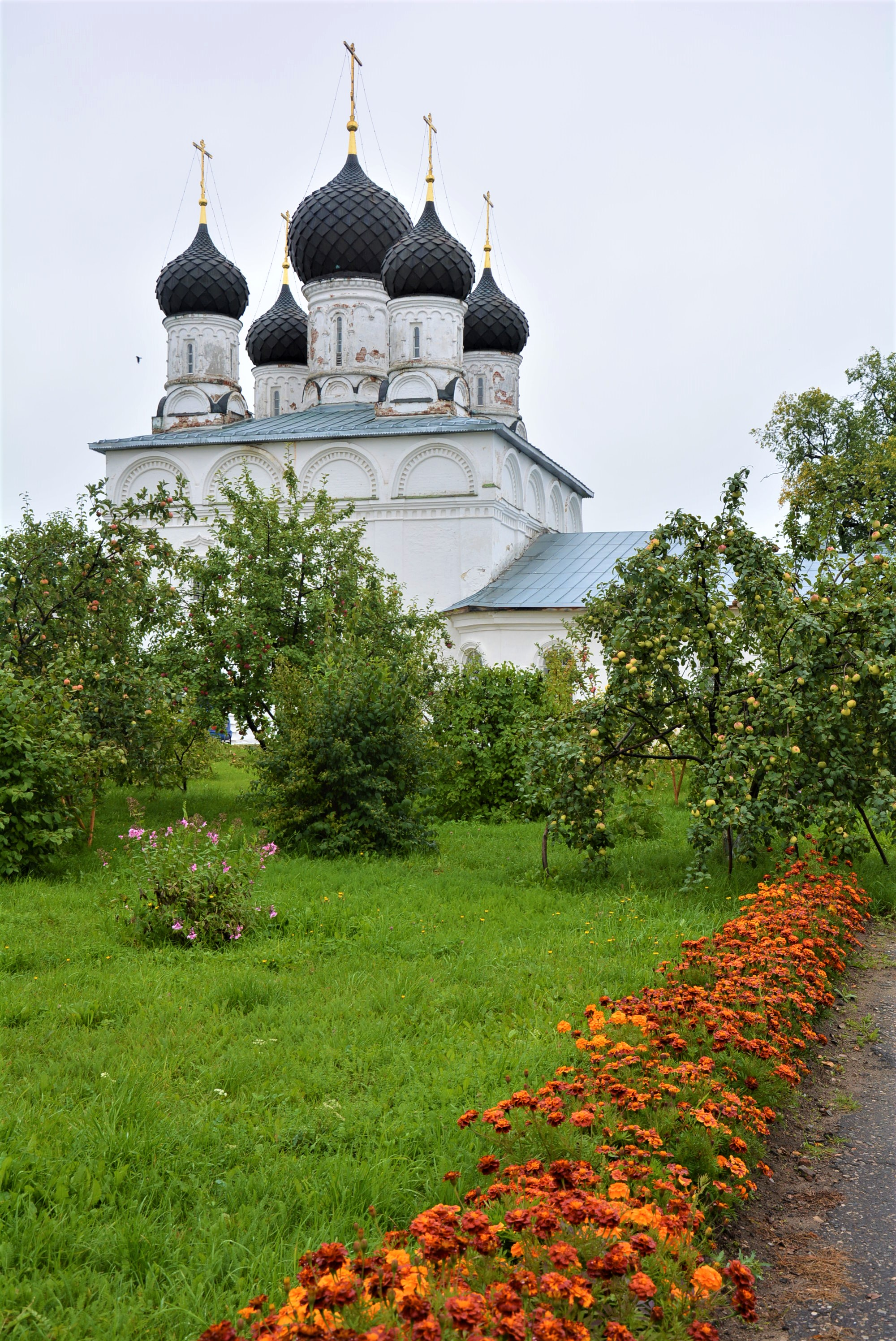
La cathédrale de la Trinité (XVIe siècle).

Le monastère est supprimé en 1919 et les frères en sont chassés. En 1926, la première église du monastère à être fermée est l'église-porte Saint-Nicolas, puis en décembre 1929, ce sont toutes les autres églises. Les reliques de saint Macaire de l'Ounja sont installées au dépôt du musée régional, tandis que l'ancien monastère accueille une station de tracteurs et de machines agricoles, ainsi que des magasins de grains. Dans les années 1930, le rempart est démoli à l'exception d'une petite partie et de deux tours. Lorsqu'il est décidé d'en faire un musée, des travaux de restauration du monastère ont lieu à partir de 1970 par l'atelier de restauration de Kostroma et se poursuivent jusqu'au début des années 1990 sous la direction des architectes L.S. Vassiliev et A.P. Tchernov. Une partie des murs d'enceinte est reconstruite et les églises sont mises hors d'eau et restaurées en grande partie.

### Renaissance du monastère
Le Saint-Synode décide le 16 juillet 1993 de rouvrir le monastère en y accueillant des moniales. La propriété du monastère est transférée en janvier 1994 à l'éparchie de Kostroma et en août suivant son archevêque, Alexandre (Moguiliov), consacre la première église du monastère rendue au culte, l'église Saint-Macaire. Le monastère reçoit en 1995 le reliques de saint Macaire qui se trouvaient auparavant en l'église paroissiale de la ville.
Les travaux de reconstruction et de rénovation du monastère se poursuivent de longues années. En 1999, les murs de courtines avec les portails sont restaurés. L'église de l'Annonciation qui menaçait de s'écrouler subit des travaux de consolidation de sa base en 2001-2002, mais il est impossible de sauver son clocher. Un projet est à l'étude pour en construire un nouveau. En 2016, le monastère devient un monastère d'hommes. Il y a aujourd'hui sept moines au monastère. La seule église où l'on peut célébrer régulièrement, les restaurations ayant été menées à terme, est l'église Saint-Macaire. 
Deux prises d'habit, une première depuis cent ans (depuis la fermeture du monastère), ont lieu au monastère le 5 avril 2019, pour le frère Macaire et le frère Tikhon. Un autre a lieu le 25 avril 2021.